# Pic de Duraneu
El Pic de Duraneu, o de Credells, és una muntanya de 2.528,6 metres que es troba entre les comunes d'Er i de Vallcebollera totes dues a l'Alta Cerdanya, de la Catalunya del Nord.
És a la zona sud-oest del terme d'Er i a la sud-est del de Vallcebollera, al capdamunt de l'Estació d'Er - Puigmal (hi van a parar dos dels telesquís d'aquesta estació). És a prop al nord-oest del Pas dels Lladres i de la Tossa del Pas dels Lladres (el darrer, més allunyat).
El Pic de Duraneu és un indret present en les rutes d'excursionisme a peu o amb esquí de muntanya de la zona dels Puigmal.